# Hypsogastropoda
Hypsogastropoda là một nhánh động vật chân bụng biển trong nhánh Caenogastropoda.
Nhánh này gồm các nhóm:
- Nhánh Littorinimorpha
- Nhóm không chính thức Ptenoglossa
- Nhánh Neogastropoda